# Affaire Bernard Lecoquierre
Pour un article plus général, voir Abus sexuels sur mineurs dans l'Église catholique en France.
L'affaire Bernard Lecoquierre est une affaire judiciaire mettant en cause le prêtre Bernard Lecoquierre, condamné en 2020, à deux ans de prison avec sursis, pour avoir agressé sexuellement des enfants entre 2007 et 2016 essentiellement à Neuville-lès-Dieppe et Yerville dans le département de la Seine-Maritime, en région Normandie. 

## Historique
Bernard Lecoquierre, né le 10 mai 1943 à Paris, est ordonné prêtre en l’église Saint-Jacques de Dieppe par André Pailler, archevêque de l'archidiocèse de Rouen en 1970.
Il est curé de la paroisse Notre-Dame de Yerville de 2009 à 2015.
En février 2017, Bernard Lecoquierre est mis en examen à la suite des plaintes de deux jeunes hommes qui l'accusent d'agressions sexuelles et des viols. L'archevêque de Rouen, Dominique Lebrun, précise que le prêtre « a reconnu globalement les faits », et le suspend de ses missions. Une procédure ecclésiale doit suivre. Dominique Lebrun déclare : « Je suis partagé entre un profond sentiment de honte et de culpabilité, et un sentiment de trahison et de colère ».
Le premier plaignant a révélé les agressions sexuelles alors qu'il est interrogé pour avoir commis des dégradations et des vols aux dépens du prêtre Bernard Lecoquierre. Il indique avoir été agressé dès l'âge de ses 11 ans.
En février 2020, Bernard Lecoquierre est jugé devant le tribunal correctionnel de Rouen pour des agressions qui se sont essentiellement déroulées à Neuville-lès-Dieppe et Yerville entre septembre 2007 et fin janvier 2016. Il est condamné à deux ans de prison avec sursis pour « agression sexuelle », « tentative d’agression sexuelle » et « corruption de mineur ».
Il reste prêtre mais sans mission à partir du 17 février 2017.
Il meurt 13 septembre 2022 à Bonsecours.

## À voir